# Microtinis
Els microtinis (Microtini) són una tribu de rosegadors de la família dels cricètids i la subfamília dels arvicolins. La major part dels membres d'aquesta tribu es classificaven anteriorment entre els arvicolinis, però un estudi publicat el 2021 descobrí que Arvicola és divergent dels altres gèneres vivents d'arvicolinis i que en realitat era el tàxon germà dels lagurinis. La classificació més recent de la Societat Americana de Mastòlegs restringeix la tribu dels arvicolinis a Arvicola i inclou tots els seus anteriors membres vivents en la tribu dels microtinis.